# Основіна Ірина Євгеніївна
Ірина Євгенівна Основіна (нар.. 17 лютого 1965 року) — російська актриса театру і кіно.

## Біографія
Ірина Основіна народилася 17 лютого 1965 року в Саратові.
У 1984 році закінчила Мінський театрального інституту (курс Ростислава Янковського та О. В. Бутакова). Працювала в драматичних театрах Томська і Вологди, в Санкт-Петербурзькому молодіжному театрі.
З 1990 року працює в Санкт-Петербурзькому академічному театрі імені Лєнсовета.

## Творчість

### Ролі в театрі
- «Дракон» — Третя подруга
- «Група» — Клава[2]
- «Двері грюкають» — Арлен
- «Дикун» — Анхеліна
- «Гусар із КДБ» — Тетяна Глібівна
- «Крихітка» — Лулу
- «Якщо проживу літо» — Левицька
- «Лице» — Софія Гарп
- «Прекрасна неділя для пікніка» — Софі Глюк
- «Пекельний сад» — Роз
- «Жак і його пан» — Шинкарка
- «Фокусник із Любліна» — Мілц
- 1996 — «Трамвай „Бажання“» Теннессі Вільямса. Режисер: Олег Лєваков — Юніс Хаббел[3]
- 2005 — «Запрошення до замку» Жана Ануя. Режисер: Владислав Пазі — Мати Ізабелли[4]

### Фільмографія
- 1988 —  Небезпечна людина
- 1994 — На кого Бог пошле
- 1995 — Музика для грудня
- 1995 —  Дебюссі, або Мадемуазель Шу-Шу —  Жоржетта Леблан
- 1996 — Операція «З Новим роком!»
- 1997 — Вулиці розбитих ліхтарів (серії «Цілую, Ларін», «Кошмар на вулиці С.») —  Надька
- 1997 —  Грішна любов —  Клава
- 1997 —  Бомба
- 1998 — Хрустальов, машину!
- 1998 —  Тоталітарний роман
- 1998 — Міфи. Фараон (короткометражний)
- 1998 —  Агент національної безпеки-1 (серія «Петя і Віл»)
- 2000 — Особливості національного полювання в зимовий період —  Ольга Валеріївна Маслюк
- 2000 — Міфи. Сочінушкі (короткометражний)
- 2001 — Убивча сила 2 (серія «Подвійний чад») —  Старша медсестра психіатричної лікарні
- 2001 —  Перше травня
- 2001 — Ключі від смерті
- 2002 —  Російські страшилки —  сусідка Віри Сергіївни
- 2002 — Прикутий
- 2003 —  Челябумбія
- 2003 —  Ідіот
- 2003 —  Золотий вік
- 2004 — На віражі —  інспектор у справах неповнолітніх
- 2004 —  Сестри
- 2005 —  Щасливий
- 2005 —  Італієць
- 2005 —  Бридкі лебеді —  одна з санітарок
- 2005 —  Братва
- 2005 —  Майстер і Маргарита
- 2006 —  Сонька Золота Ручка —  «Галя Пузата», господиня борделя на Дерибасівській
- 2006 —  Зв'язок
- 2006 —  Вепр —  Антоніна
- 2007 — Злочин і покарання
- 2007 — Особливості національної підлідної ловлі, або Відрив по повній
- 2008 —  Даішники —  Люся, дружина Зіміна
- 2008 —  Важко бути мачо —  Копитіна, затримана в супермаркеті
- 2009 —  Вірую
- 2009 —  Летючий загін —  Тамара Василівна, теща
- 2010 —  Підприємець —  секретарка Зоріна
- 2013 — розвідниця —  кухарка в розвідшколі
- 2013 — Третя світова —  Віра Геннадіївна
- 2014 — Вікінг-2 —  мати Ольги
- 2015 — Зворотній бік Місяця 2 —  Люба Семенова
- 2016 — Козаки —  Люба Семенова
- 2016 —  Скліфосовський. Реанімація —  Фаїна Ігорівна, старша медсестра